# Rennrodel-Weltmeisterschaften 1983
Die Rennrodel-Weltmeisterschaften 1983 fanden vom 4. bis 6. Februar 1983 in Lake Placid in den Vereinigten Staaten statt.

## Einsitzer der Frauen
| Platz | Land | Sportlerin        | Zeit     | Laufzeiten                        |
| ----- | ---- | ----------------- | -------- | --------------------------------- |
| 1     | GDR  | Steffi Martin     | 2:31,483 | 37,925 / 37,959 / 37,866 / 37,733 |
| 2     | GDR  | Melitta Sollmann  | 2:31,943 | 38,003 / 38,114 / 37,990 / 37,836 |
| 3     | GDR  | Ute Weiß          | 2:32,080 | 38,080 / 38,192 / 37,941 / 37,867 |
| 4     | GDR  | Bettina Schmidt   | 2:32,645 |                                   |
| 5     | USA  | Erica Terwillegar | 2:33,709 |                                   |
| 6     | AUT  | Annefried Göllner | 2:34,092 |                                   |

Weitere Reihenfolge
| Platz | Sportlerin         | Land |
| ----- | ------------------ | ---- |
| 7     | Bonny Warner       | USA  |
| 8     | Monika Auer        | ITA  |
| 9     | Toni Damigella     | USA  |
| 10    | Donna Burke        | USA  |
| 11    | Marie-Claude Doyon | CAN  |
| 12    | Sue Veltman        | CAN  |
| 13    | Hitomi Koshimezu   | JPN  |
| 14    | Avri Walker        | GBR  |
| 15    | Yumeko Kato        | JPN  |
| 16    | Maria-Luise Rainer | ITA  |
| 17    | Andrea Hatle       | FRG  |
| DNF   | Elena Perminowa    | SUN  |
| DNF   | Gro-Ellen Hoimyr   | NOR  |
| DNF   | Vera Zozuļa        | SUN  |
| DSQ   | Ingrīda Amantova   | SUN  |
| DSQ   | Jelena Porossowa   | SUN  |
| DSQ   | Claire Sherred     | GBR  |
| DSQ   | Carole Keyes       | CAN  |

## Einsitzer der Männer
| Platz | Land | Sportler         | Zeit     | Laufzeiten                        |
| ----- | ---- | ---------------- | -------- | --------------------------------- |
| 1     | CAN  | Miroslav Zajonc  | 2:47,232 | 41,940 / 41,877 / 41,757 / 41,658 |
| 2     | URS  | Sergei Danilin   | 2:47,555 | 42.314 / 41,730 / 41,946 / 41,565 |
| 3     | ITA  | Paul Hildgartner | 2:47,901 | 42,101 / 41,925 / 41,988 / 41,887 |
| 4     | ITA  | Norbert Huber    | 2:48,770 |                                   |
| 5     | GDR  | Michael Walter   | 2:48,776 |                                   |
| 6     | ITA  | Ernst Haspinger  | 2:49,357 |                                   |
| 7     | GDR  | Bernhard Glass   | 2:49,605 |                                   |
| …     |      |                  |          |                                   |
| 9     | GDR  | Uwe Handrich     | 2:50,306 |                                   |

Weitere Reihenfolge
| Platz | Sportler            | Land |
| ----- | ------------------- | ---- |
| 8     | Juris Eisaks        | SUN  |
| 9     | Uwe Handrich        | GDR  |
| 10    | Frank Masley        | USA  |
| 11    | Gerhard Sandbichler | AUT  |
| 12    | Thomas Rzeznizok    | FRG  |
| 13    | Juri Chartschenko   | SUN  |
| 14    | Bernhard Kammerer   | ITA  |
| 15    | Franz Lechleitner   | AUT  |
| 16    | Fredrik Wickman     | SWE  |
| 17    | Timothy Nardiello   | USA  |
| 18    | Klaus Rosenberger   | FRG  |
| 19    | Takashi Takagi      | JPN  |
| 20    | Wolfgang Schädler   | LIE  |
| 21    | Derek Prentice      | GBR  |
| 22    | André Usborne       | GBR  |
| 23    | Ronald Rossi        | USA  |
| 24    | Gerhard Mayregger   | AUT  |
| 25    | Tsukasa Hirakawa    | JPN  |
| 26    | Richard Healey      | USA  |
| 27    | Mike Rump           | CAN  |
| DNF   | Otto Mayregger      | AUT  |
| DNF   | Johannes Schettel   | FRG  |
| DNF   | Mark Skelcher       | GBR  |
| DNF   | Mike Howard         | GBR  |
| DSQ   | Thomas Schwab       | FRG  |

## Doppelsitzer der Männer
| Platz | Land | Sportler                             | Zeit     | Laufzeiten               |
| ----- | ---- | ------------------------------------ | -------- | ------------------------ |
| 1     | GDR  | Jörg Hoffmann Jochen Pietzsch        | 1:15,710 | 37,841 / 37,869          |
| 2     | ITA  | Hansjörg Raffl Norbert Huber         | 1:15,733 | 37,843 / 37,890          |
| 3     | FRG  | Hans Stanggassinger Anton Wembacher  | 1:16,035 | 38,022 / 38,013          |
| 4     | URS  | Juris Eisaks Einars Veikcha          | 1:16,112 |                          |
| 5     | URS  | Jewgeni Beloussow Alexander Beljakow | 1:16,114 |                          |
| 6     | AUT  | Georg Fluckinger Franz Wilhelmer     | 1:16,296 |                          |
| …     |      |                                      |          |                          |
| -     | GDR  | Volker Sotzmann Volker Dietrich      | DNF      | nach Sturz ausgeschieden |

Weitere Reihenfolge
| Platz | Sportler                              | Land |
| ----- | ------------------------------------- | ---- |
| 7     | Helmut Brunner, Walter Brunner        | ITA  |
| 8     | Thomas Schwab, Thomas Staudinger      | FRG  |
| 9     | Günther Lemmerer, Reinhold Sulzbacher | AUT  |
| 10    | Ronald Rossi, Doug Bateman            | USA  |
| 11    | Frank Masley, Raymond Bateman         | USA  |
| 12    | Takashi Takagi, Tsukasa Hirakawa      | JPN  |
| 13    | Koji Kuriyama, Shigame Tanitume       | JPN  |
| DNF   | Volker Sotzmann, Volker Dietrich      | GDR  |

## Medaillenspiegel
| Platz | Land                            | Gold | Silber | Bronze | Gesamt |
| ----- | ------------------------------- | ---- | ------ | ------ | ------ |
| 1     | Deutsche Demokratische Republik | 2    | 1      | 1      | 4      |
| 2     | Kanada                          | 1    | 0      | 0      | 1      |
| 3     | Italien                         | 0    | 1      | 1      | 2      |
| 4     | Sowjetunion                     | 0    | 1      | 0      | 1      |
| 5     | BR Deutschland                  | 0    | 0      | 1      | 1      |